# 1953 في المغرب
تحتوي هذه المقالة على أهم الأحداث التي شهدها المغرب في 1953، إضافة إلى أهم الشخصيات المغربية المولودة والمتوفية في هذه السنة.

## الحكم
- الملك: محمد الخامس
- الحكم للإدارة الفرنسية في المغرب الحماية الفرنسية على المغرب 1912 - 1956.

## الأحداث
- 20 أغسطس 1953 – قيام مايسمى بـ ثورة الملك والشعب بالمغرب.
- 20 أغسطس 1953 – عزل الفرنسيون السلطان محمد الخامس.
- 21 أغسطس 1953 – تنصيب محمد بن عرفة سلطانا على المغرب.
- مغادرة عائلة سلطان المغرب محمد الخامس إلى المنفى.
- بدأ العمل باستغلال مياه سد بين الويدان سنة 1953.

## الرياضة
- تأسس نادي شباب الريف الحسيمي لكرة القدم في منطقة الشمال الخاضعة للحماية الاسبانية وقتها. ووسط المغرب كان تحت الحماية الفرنسية.
- الموسم الكروي 1953/1952 غادر العربي بن مبارك العاصمة مدريد عائدا إلى نادي أولمبيك مارسيليا.

## مواليد
- مليكة أوفقير، (كاتبة مغربية).
- نعيمة سميح، (مغنية مغربية).
- حادة أوعكي، (مغنية مغربية).
- عبد المجيد الظلمي، (لاعب كرة قدم مغربي).
- بوعبيد بوزيد، (فنان تشكيلي مغربي).
- ماغي كاكون، (مؤلفة وسياسية ومستشارة عقارية مغربية).
- محمد طلابي (كاتب مغربي).
- صلاح الدين مزوار، (سياسي مغربي).
- مصطفى المنصوري، (سياسي مغربي).
- حميد شباط، (سياسي مغربي).
- لطيفة العابدة، (سياسية مغربية).
- يوسف العمراني، (دبلوماسي مغربي).
- ليلى الشاوني، (باحثة وناشرة مغربية)
- أحمد مكروح، (لاعب مغربي).
- مصطفى المسناوي، ( ناقد وكاتب مغربي).
- المهدي أخريف، (شاعر ومترجم مغربي).
- محمد بودويك، (شاعر مغربي وناقد).
- محمد غرناط (كاتب مغربي).
- فاطمة صديقي (عالمة لسانيات).
- مصطفى الطاهري، (لاعب كرة قدم مغربي).

## وفيات
- 26 نوفمبر - أحمد الحنصالي، من رجال المقاومة المغربية زمن الاحتلال الفرنسي.[1]